# 龐蒂亞克 (渥太華人)

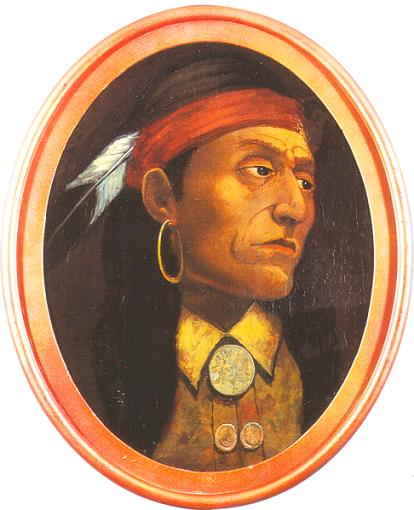
龐蒂亞克

龐蒂亞克（英語：Pontiac或 Obwaandi'eyaag，c.1714/20–1769年4月20日）是一位渥太華人首領，以他在以他命名的戰爭龐蒂亞克戰爭中的角色而聞名，從1763年到1766年，他對英國政策的不滿，領導美洲原住民與英國人進行武裝鬥爭，爭奪五大湖地區的控制權。這場戰爭發生在繼英國在英法北美戰爭（即七年戰爭的美洲戰場）取得勝利之後。龐蒂亞克在以他的名字命名的戰爭中的重要性一直存在爭議。19世紀的記載將他描繪成起義的策劃者和領導者，但後來的一些學者認為他的角色被誇大了。今天的歷史學家普遍認為他是一位重要的地方領導人，他影響了一場他沒有指揮的更廣泛的運動。
戰爭始於1763年5月，當時龐蒂亞克和300名追隨者試圖突襲底特律堡。龐蒂亞克圍攻了堡壘，但他的計劃失敗了，最終來自六個部落的900多名戰士加入了他的行列。與此同時，信使傳播了龐蒂亞克的行動，戰爭遠遠超出了底特律地區。1763年7月，龐蒂亞克在血腥奔跑戰役中擊敗了一支英國分遣隊，但未能攻占堡壘。10月，他解除圍困並撤退到伊利諾伊州。龐蒂亞克的行動促成了英國王室發布1763年的公告，該公告禁止阿巴拉契亞山脈以西的任何定居者為美洲原住民保留一個地區。
由於圍攻的失敗，龐蒂亞克在底特律周圍的影響力下降，但隨著他繼續鼓勵各種部落領袖與英國人作戰，他的地位得到了提升。為了結束戰爭，英國官員將他作為外交努力的焦點。1766年7月，他與英國印第安事務總監威廉·約翰遜爵士和解。英國人對龐蒂亞克的關注引起了其他部落領袖的不滿，因為戰爭是分散的。龐蒂亞克聲稱擁有比他擁有的更大的權威。他越來越受到排斥，並於1769年被一名皮奧里亞戰士暗殺。